# Bratoszów
Bratoszów (niem. Stolbergsdorf) – wieś w województwie dolnośląskim, w powiecie dzierżoniowskim, gminie Pieszyce.
Miejscowości nadano statut wsi 1 stycznia 2016 r., wcześniej była częścią miasta.
W latach 1975–1998 miejscowość należała administracyjnie do województwa wałbrzyskiego.
W Bratoszowie znajduje się niewielki zbiornik wodny, który jest często odwiedzany przez wędkarzy.